# Dewindtita
La dewindtita és un mineral de la classe dels fosfats, que pertany al grup de la fosfuranilita. Anomenada així per Alfred Schoep l'any 1922 en honor de la memòria del Dr. Jean De Windt, un estudiant de geologia belga que morí accidentalment al llac Tanganyika. El mineal tipus es troba dipositat al Museu de Ciències Naturals de París.

## Classificació
Segons la classificació de Nickel-Strunz, la dewindtita pertany a «08.EC: Uranil fosfats i arsenats, amb relació UO₂:RO₄ = 3:2» juntament amb els següents minerals: furalumita, upalita, françoisita-(Ce), arsenuranilita, françoisita-(Nd), kivuïta, fosfuranilita, yingjiangita, dumontita, hügelita, metavanmeersscheïta, vanmeersscheïta, arsenovanmeersscheïta, althupita, mundita, furcalita i bergenita.

## Característiques
La dewindtita és un fosfat de fórmula química H₂Pb₃(UO₂)₆O₄(PO₄)₄(H₂O)₉·₃H₂O. Cristal·litza en el sistema ortoròmbic.

## Formació i jaciments
És un rar mineral secundari que es deriva de l'alteració de la uraninita o d'altres minerals secundaris d'urani. A la seva localitat tipus s'ha trobat associat a uraninita, parsonsita i dumontita. S'ha descrit a l'Argentina, Austràlia, Canadà, Colòmbia, República Txeca, la República Democràtica del Congo, França, Gabon, Alemanya, Itàlia, Madagascar, Portugal, Eslovènia, Suïssa, Tadjikistan, Regne Unit i els EUA.